# Ru Guang
Ru Guang (chinesisch 汝光, Pinyin Rǔ Guāng; * 1. November 1955 in Qapqal, Uigurisches Autonomes Gebiet Xinjiang der Volksrepublik China) ist ein chinesischer Bogenschütze xibenischer Nationalität.
Ru trat bei den Olympischen Spielen 1988 in Seoul an und wurde im Einzel 55.; mit der Mannschaft erreichte er Rang 19.